# Bangerz Tour
Bangerz Tour  —en español: Gira explosiva— fue la cuarta gira musical de la cantautora estadounidense Miley Cyrus, realizada para promocionar su cuarto álbum de estudio, Bangerz (2013). Fue anunciada en octubre de 2013 e incluyó conciertos en América del Norte, Europa, América Latina y Oceanía, además de haber tenido como colaboradores en su realización a los diseñadores The Blonds, Roberto Cavalli y Marc Jacobs y del mismo modo, para la escenografía, John Kricfalusi. Se inició el 14 de febrero de 2014 en Vancouver (Canadá) y finalizó el 23 de octubre de 2014 en Perth (Australia). La empresa encargada de la promoción de los espectáculos fue Live Nation, que acordó pagar 500 000 dólares a la cantante por cada concierto que ofreciera.
La gira obtuvo críticas favorables, aunque se vio envuelta en polémicas por el contenido explícito de los espectáculos. Algunas de las controversias más sonadas fueron, por una parte, la que se desarrolló tras la emisión del especial televisivo Miley Cyrus: Bangerz Tour, del canal NBC. Tras su difusión en televisión, varios estadounidenses lo calificaron como difusor de «la pornografía y la homosexualidad», eso dio lugar a que la Comisión Federal de Comunicaciones investigara el programa, para comprobar si el contenido emitido violaba las reglas de radiodifusión de Estados Unidos. Si la resolución final determina que si se llegó a violar el reglamento, NBC podría llegar a ser multada. Por otra parte, una gran controversia fue la que se dio lugar en México tras realizar un concierto en la ciudad de Monterrey, donde Cyrus fue «golpeada en el trasero» con la bandera del país y la que se creó tras cancelar la fecha para República Dominicana por la Comisión de Espectáculos Públicos de la isla, el ente argumentó que Cyrus acostumbra «realizar actos reñidos con la moral y las costumbres, penadas por las leyes dominicanas».  
Esta gira supuso la vuelta a los escenarios por parte de Cyrus, ya que desde el Gypsy Heart Tour de 2011, no realizaba una, debido a que se encontraba en el proceso de la creación de su cuarto álbum de estudio y en la redirección de su carrera tras su nuevo contrato con la discográfica RCA Records de Sony Music Entertainment, esto dio lugar a que dejase atrás su pasado con la Compañía Disney y su antigua discográfica, Hollywood Records. 
Cabe destacar que a mediados de 2014, tras cuatro meses de haber empezado la gira, el portal PollStar la situó en la decimocuarta posición en la lista de las giras con mayor recaudación, con más de 34,5 millones de dólares recaudados con 54 conciertos realizados. En diciembre de 2014 se conoció, gracias a la revista Billboard, que el Bangerz Tour recaudo 57 982 939 dólares con 66 espectáculos ofrecidos entre América del Norte y Europa. Finalmente, el 30 de diciembre de 2014 gracias a PollStar se supo que con 79 fechas, la gira recaudo 62 900 000 dólares, situándose así en la decimosexta posición de las veinte giras más recaudadoras del año.
El 25 de marzo de 2015 se lanzó oficialmente la gira en formato DVD y Blue-ray, bajo el título Miley Cyrus: Bangerz Tour.

## Antecedentes
| «¡El espectáculo será como entrar en un mundo completamente diferente!». / «Sólo quiero que todos lleguen a darse cuenta de lo que es posible en la arena cuando estoy allí. Cada uno es amado, cada uno es aceptado». — Miley Cyrus. |

El 26 de octubre de 2013, Cyrus estuvo en el programa de televisión Saturday Night Live para anunciar oficialmente que su gira se iniciaría en 2014. Las empresas promotoras de conciertos Live Nation y AEG Live —quienes trabajaron para U2, Madonna, Lady Gaga, Britney Spears y Michael Jackson— compitieron para lograr promover la gira de la cantante. Después de meses de espera, la cantante y el sello discográfico RCA Records eligieron a Live Nation, ya que se dispuso a pagar a Cyrus aproximadamente $500 000 dólares por cada presentación que ofreciera.

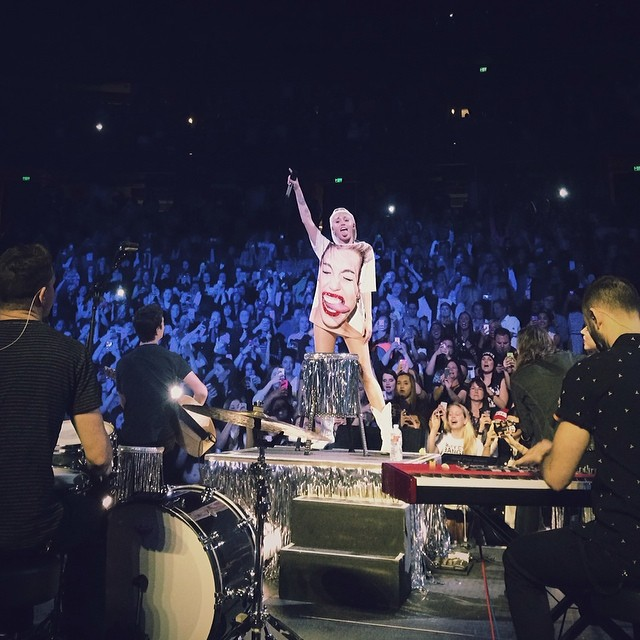
Cyrus actuando en el set acústico en febrero de 2014.

Cyrus confirmó las primeras fechas en su cuenta de Facebook, luego de dar el primer anuncio sobre la gira en el programa de radio On Air with Ryan Seacrest de KIIS-FM, en una entrevista con Ryan Seacrest en noviembre de 2013, donde comentó: «literalmente, toda mi vida gira en torno a este tour ahora mismo», aludió a los preparativos y ensayos de los conciertos.
En noviembre de 2013, en el sitio web de Cyrus fueron publicados los anuncios oficiales de la gira, que fueron rodados en Los Ángeles y emitidos por las cadenas televisivas para promocionar los conciertos en Estados Unidos y Canadá. Además, a través de su cuenta de Twitter, anunció que Sky Ferreira y el dúo femenino Icona Pop harían la apertura del espectáculo para esa etapa de la gira. En ese mismo mes, también se pusieron a la venta las entradas para la primera parte de la gira. Las fechas de los conciertos en Europa se anunciaron en el sitio web de Cyrus en diciembre de 2013 y fueron puestas a la venta cuatro días después.

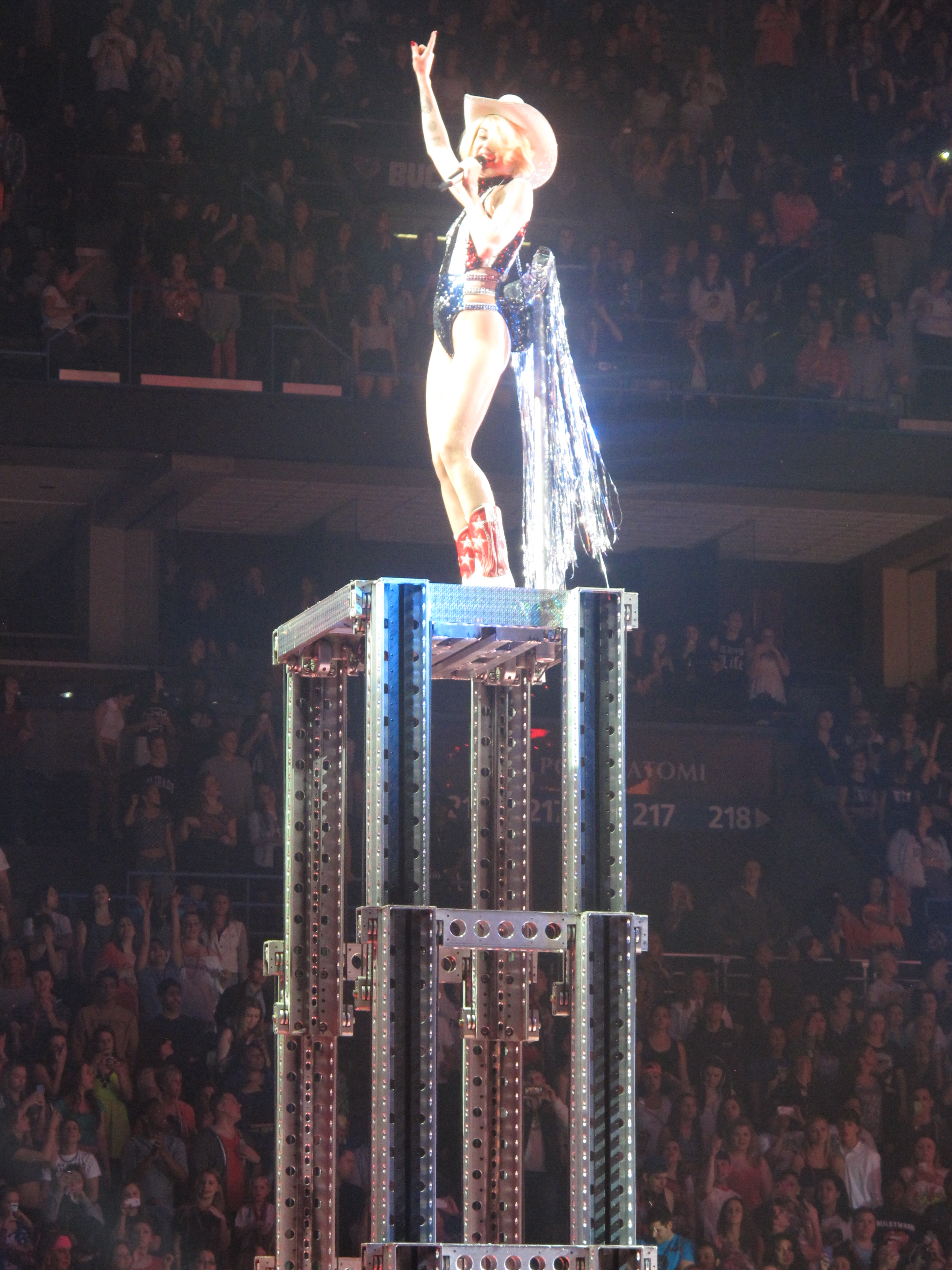
Cyrus durante la gira en marzo de 2014.

El diseño del vestuario de Cyrus para la gira estuvo a cargo de Jeremy Scott y Bob Mackie —los diseñadores de The Blonds—, quienes trabajaron anteriormente en las giras de Beyoncé, Katy Perry, Kesha, entre otros. Además, el diseñador Marc Jacobs también trabajó para el vestuario, cabe mencionar que Cyrus es imagen de su campaña de moda en 2014. En enero de 2014 el diseñador de moda italiano Roberto Cavalli publicó algunos bocetos para el vestuario de la gira, se sumó así a los anteriores. En su bitácora digital, Cavalli indicó además de elogiarla, que admiraba a Cyrus y estaba feliz de contribuir en la gira. El animador canadiense John Kricfalusi realizó parte de la escenografía empleada durante la gira, principalmente basada diseños de animales. El 25 de marzo de 2014, la revista musical estadounidense Billboard publicó que la gira se ampliaría a países de Sudamérica a partir de septiembre del mismo año.
A España se le asignó, inicialmente, un único concierto, el 13 de junio de 2014 en Barcelona. Estas entradas estuvieron disponibles el 23 de diciembre de 2013. Finalmente, en marzo de 2014 se anunció que se había añadido un espectáculo en la capital española, Madrid, que se realizaría el 17 de junio en el Palacio de Deportes de la Comunidad de Madrid. Según la productora de la gira en tierras españolas, Doctor Music: «debido a la gran expectación creada en nuestro país con el concierto programado en Barcelona (13 de junio en el Palau Sant Jordi), Miley Cyrus ha querido hacer un segundo espectáculo en nuestro país el martes 17 de junio en el Palacio de Deportes de la Comunidad de Madrid».
A finales de abril de 2014 Cyrus fue hospitalizada a causa de una severa reacción alérgica a unos antibióticos que tomó para combatir una sinusitis bacteriana, lo que llevó a reprogramar para agosto los conciertos en Filadelfia, Connecticut y Long Island. Poco después, se tuvo que reprogramar dos conciertos en Europa, fueron los de Ámsterdam y Amberes, debido a que la cantante sufrió una recaída de la enfermedad. Cuando finalmente Cyrus fue dada de alta, concedió una entrevista al periodista Ryan Seacrest en su programa de radio On Air with Ryan Seacrest, donde habló sobre su hospitalización, los nuevos planes para la gira y se mostró entusiasmada con volver a los escenarios.
En junio de 2014 la página oficial de la cantante anunció las fechas para América Latinaamérica, después de algunos rumores que circulaban por la red. Pocos días después, publicaron las correspondientes a Australia. En agosto de 2014, la página web de Cyrus y los medios de comunicación de Nueva Zelanda anunciaron la llegada de la gira al país. También se anunció que la cantante inauguraría la primera edición del festival IHeartRadio Music Festival en Sídney, este espectáculo también formaría parte de la gira, pero en septiembre fue anunciado que el festival se canceló, debido a problemas de la organización del mismo.

## Promoción

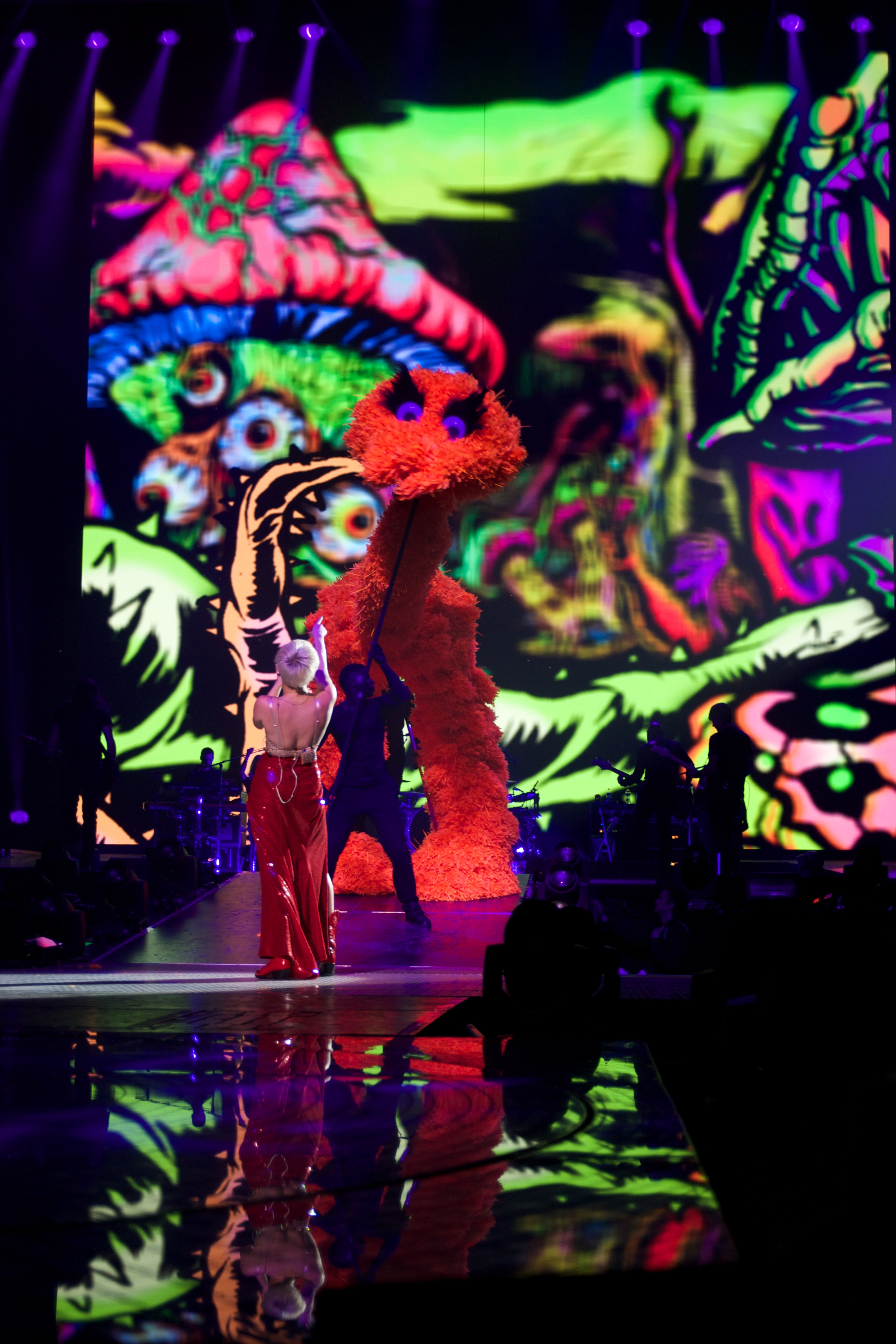
Cyrus en la interpretación de «FU».

La gira se anunció con comerciales en televisión y en Internet en los Estados Unidos y otros países como Inglaterra, Argentina, Brasil, Chile, Australia, Portugal y Bélgica, además de otros países europeos e latinoamericanos, y otros medios como radios, periódicos o portales digitales. En Estados Unidos, Cyrus participó en programas de televisión, como el The Tonight Show de Jay Leno. También concedió diferentes entrevistas a medios estadounidenses como el programa Good Morning America. En España la promoción se basó en anuncios por Internet, periódicos y también en radios como los 40 Principales, que fueron los patrocinadores de los conciertos en Barcelona y Madrid. Además, se emitieron comerciales de la gira por el canal de Mediaset España, Divinity. También fueron realizados varios concursos para conseguir entradas o la oportunidad de conocer a la cantante, en los espectáculos en ese país, como los realizados en los 40 Principales.
Para promocionar la gira cuando estaba en curso, el 17 de marzo de 2014 fue publicado por el canal de VEVO en YouTube un vídeo donde se ve la preparación y un "detrás de escenas" de la gira, titulado Miley Cyrus - Bangerz (VEVO Tour Exposed). También hay pequeñas aportaciones de personas que trabajan en la gira, el vestuario y a Cyrus, además de pequeños fragmentos de las actuaciones del espectáculo.
Un mes más tarde se publicó otro avance en el canal de YouTube denominado Gigantic Tickets en el cual se mostraron imágenes en directo de varios conciertos. Este vídeo estaba dirigido a la promoción en el Reino Unido, principalmente al concierto en Londres, que se realizó en mayo. Poco después, fue publicado por Live Nation en varias cuentas de YouTube, además de la propia de la cantante, como promoción de la gira en Europa.
El 6 de mayo de 2014, Billboard anunció la actuación de Cyrus en los Billboard Music Awards de 2014 celebrados en Las Vegas, pero de forma remota, porque fue una retransmisión del concierto de Mánchester del 14 de mayo en el Phones4u Arena de la ciudad, fue emitido como parte de la gira. La actuación se emitió cuatro días más tarde, y constó de una versión de «Lucy in the Sky with Diamonds», el éxito de los Beatles. La actuación recibió buenas críticas por parte de Billboard que comentó que «la súper-estrella del pop llegó a tiempo para una interpretación grandiosa (...) cantando a todo pulmón las letras, como el confeti que voló hacia su boca».
Al día siguiente del anuncio de la actuación en los Premios Billboard, la radio británica CapitalFM anunció que Cyrus es la primera artista que formará parte del cartel del festival Summertime Ball, que fue celebrado el 21 de junio en el Estadio de Wembley de Londres, también como parte de la gira. Cyrus dijo: «es un lugar tan emblemático, y para mí llegar a actuar allí será realmente una locura».

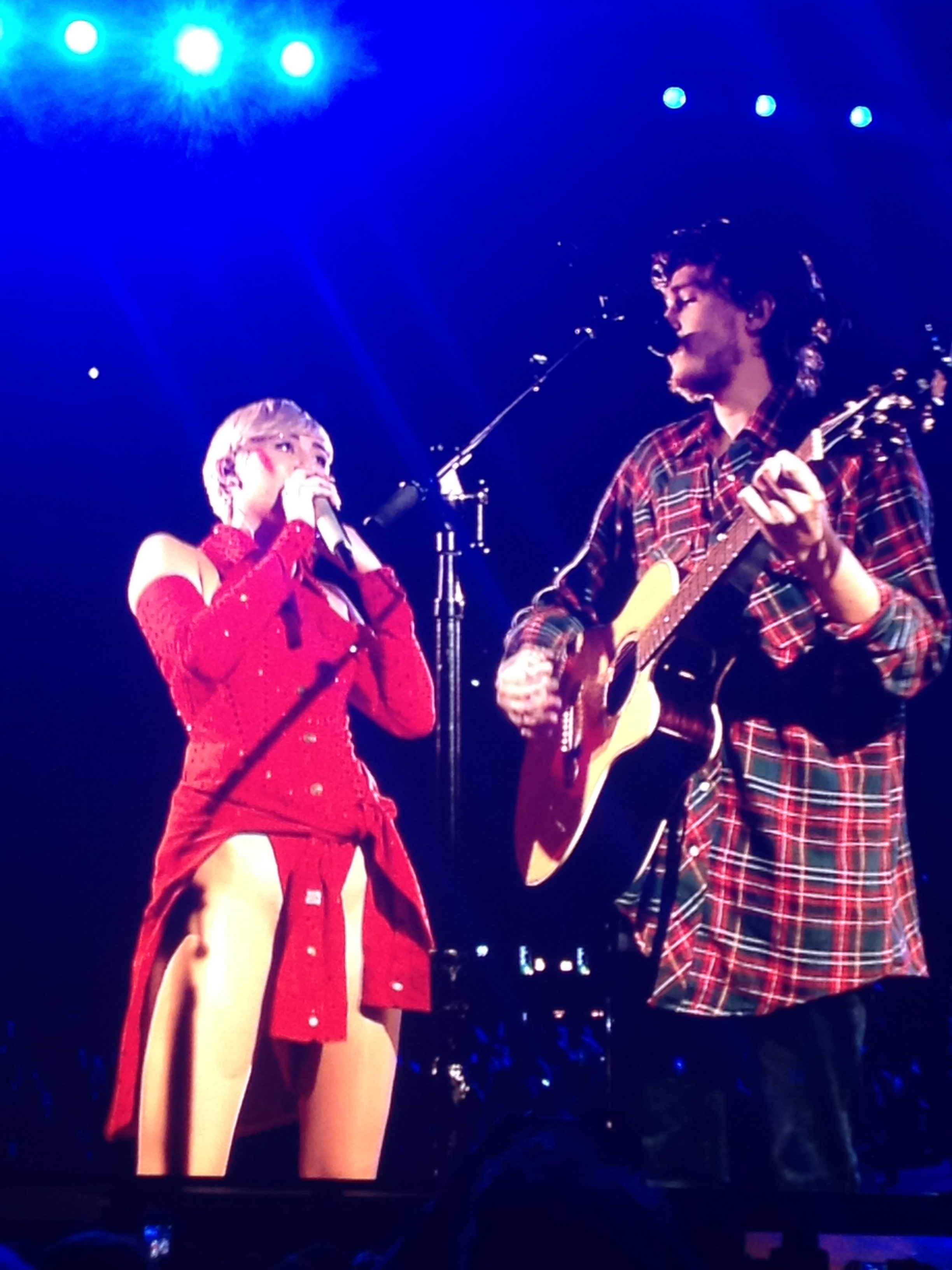
Miley y Braison Cyrus durante el segmento acústico en Ámsterdam.

Para el anuncio de la gira por Australia, se organizó una exclusiva mundial, en junio de 2014, en el programa australiano The Today Show, donde Cyrus ofreció una entrevista, en la cual mostró imágenes del espectáculo en Viena y anunció su llegada al país. Las fechas oficiales de los espectáculos en tierras australianas fueron anunciadas el mismo día en la página web oficial de la cantante. También concedió una entrevista al medio australiano Sunday Night en agosto de 2014 para dar una mayor promoción a sus conciertos en la isla. Una vez iniciada la gira por Australia, Cyrus se presentó en el programa matutino Sunrise, donde interpretó en vivo sus sencillos «Wrecking Ball» y «We Can't Stop», así como «I'll Take Care Of You» y «The Scientist», estos dos últimos son versiones de Etta James y Coldplay respectivamente. Los interpretó desde el exterior de la Ópera de Sídney.
Para continuar con la promoción de la gira por los Estados Unidos, el 2 de julio de 2014 se emitió por el canal NBC un especial televisado de la gira. Bajo el título Miley Cyrus: The Bangerz Tour, en él se mostró los conciertos de Barcelona y Lisboa, además de escenas detrás de cámaras.
Una vez anunciada la llegada de Cyrus a Nueva Zelanda, realizó una entrevista con un medio local, One News de TVNZ. En la entrevista, la cantante se mostró ilusionada de poder actuar por primera vez en Nueva Zelanda, además dio pequeños detalles del concierto para sus admiradores locales. También concedió una entrevista a un medio argentino, Telenoche de Canal 13, donde habló sobre sus seguidores argentinos y los cambios que debió realizar en el espectáculo, por considerar que debe ser renovado al llegar allí. A modo de promoción en Brasil, el canal de Multishow realizó un especial-documental donde se mostró la llegada de Cyrus al país tras su paso por São Paulo y Río de Janeiro, además de mostrar la evolución de la cantante, bajo el título Miley Cyrus: Twerk It.

## Actos de apertura

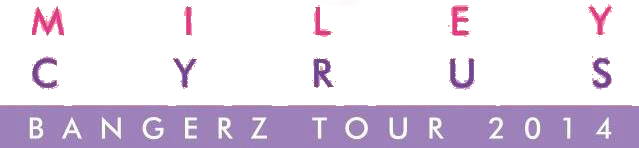

| Primera etapa - Icona Pop - (Norteamérica, 14 de febrero de 2014 - 13 de abril de 2014) - Sky Ferreira - (Norteamérica, 14 de febrero de 2014 - 13 de abril de 2014) Segunda etapa - Sky Ferreira - (Europa, 6 de mayo de 2014 - 22 de junio de 2014) - Billy Clarke DJ - (Europa, 6 de mayo de 2014 - 22 de junio de 2014) - Alex Price DJ - (Europa, 6 de mayo de 2014 - 22 de junio de 2014) - Double Pleasure - (Bélgica, 20 de junio de 2014) - DJ Weslo - (Holanda, 22 de junio de 2014) - Lydia Sanz DJ - (España, 13 de junio de 2014 y 17 de junio de 2014) - Andre Henriques DJ - (Portugal, 15 de junio de 2014) | Tercera etapa - Lily Allen - (Norteamérica, 1 de agosto de 2014 - 10 de agosto de 2014) - DJ DanteTheDon - (Norteamérica, 12 de agosto de 2014 - 14 de agosto de 2014) Cuarta etapa - A Liga - (Brasil, 26 de septiembre de 2014 - 28 de septiembre de 2014) - Maca Torres - (Chile, 1 de octubre de 2014) - Lùdico - (Argentina, 3 de octubre de 2014) Quinta etapa - Lolawolf & The Faders (Australia, 10 de octubre de 2014 - 23 de octubre de 2014) |

## Descripción

### Descripción de los conciertos

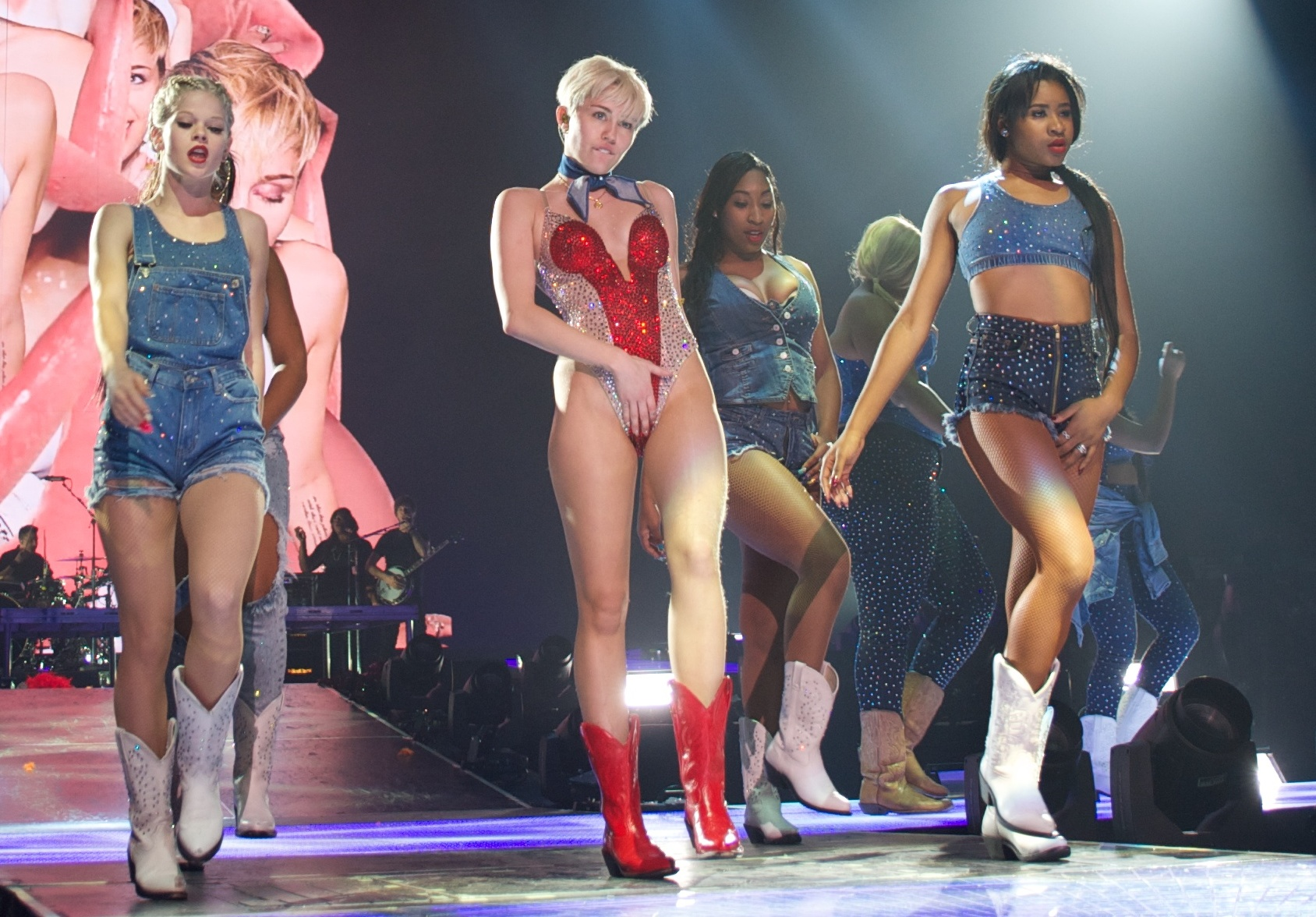
Cyrus cuando interpretó «Do My Thang».

Los espectáculos duraron casi dos horas, y en ellos aproximadamente 9 cambios de vestuario. Cyrus apareció junto a varios bailarines. El decorado se compuesto de una gigantesca pantalla de fondo, una pasarela en forma de crucifijo y un pequeño escenario al otro lado del estadio, denominado set acústico, donde Cyrus realizó las actuaciones acústicas. Además se utilizó gran cantidad de efectos lumínicos y pirotecnia.
La primera actuación fue en Vancouver el 14 de febrero de 2014, con entradas agotadas. Comenzó con el apagado de las luces y el inicio de una música «misteriosa», hasta que apareció en la gran pantalla un primer plano de su rostro, y mientras esta imagen se proyecta, Cyrus entró al escenario y se deslizó por un tobogán en forma de lengua que salía de la pantalla, vestida con un leotardo rojo (amarillo en América Latina y Oceanía y en Europa un body de pedrería con unos grandes labios rojos con la lengua sacada diseñado por The Blonds) con unas hombreras con plumas. El espectáculo comenzó con «SMS (Bangerz)», en que Britney Spears es representada por una bailarina con una máscara de la cantante, junto con peluches y personajes de dibujos animados que bailan en el escenario. Seguidamente Cyrus interpretó «4x4» siguiendo una coreografía con su cuerpo de baile.
Tras un breve cambio de vestuario a un body con estampado de hojas de marihuana (billetes en Europa y uno naranja para Latinoamérica y Oceanía), reapareció y cantó «Love Money Party», mientras se subía y conducía por el escenario un vehículo deportivo utilitario de oro y un títere simulaba al rapero Big Sean, que interpretaba el rap con el que colabora en el tema. Después Cyrus saltó del vehículo, y tiró al público dinero falso con su cara en los billetes.
Posteriormente interpretó «My Darlin'» y «Maybe You're Right», dio lugar a un momento más pausado que resalta su voz. Cyrus volvió al escenario con un traje de cuero rojo (amarillo en Europa) para interpretar «FU» —en el que interactuó con un muñeco gigante naranja— y una versión dance-country de «Do My Thang» y «Get It Right», acompañada de sus bailarines, ademñas imágenes de dulces se proyectaban en la pantalla gigante. Durante la presentación de «Get It Right» en Tacoma, se añadió una cama gigante y una gigantesca flor con luces.

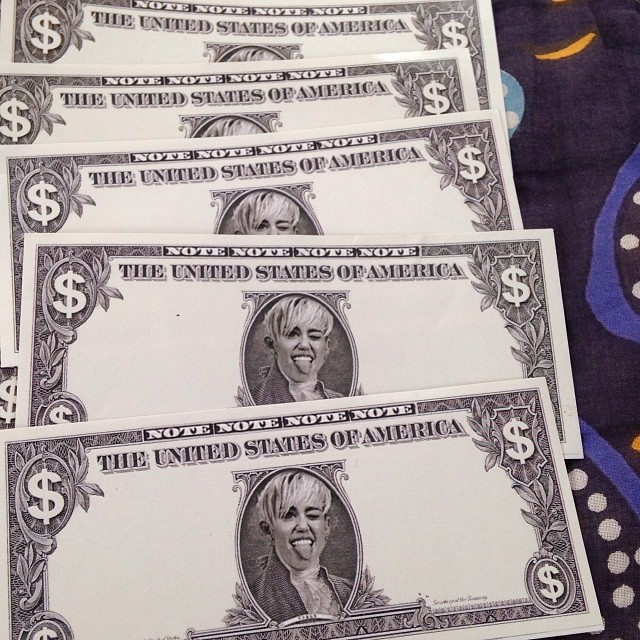
Billetes de dólar falsos utilizados durante la presentación de «Love Money Party».

Miley apareció con un traje de plumas de color blanco y negro para cantar «Can't Be Tamed», mientras que en el escenario había un perro gigantesco que representaba a su fallecida mascota Floyd. Luego volvió a cambiarse de vestuario para lucir un largo vestido negro de Marc Jacobs, que a partir del concierto en la ciudad de Los Ángeles, fue sustituido por unos de monos negros brillantes, diseñados por Roberto Cavalli. Durante la interpretación de «Adore You», Cyrus alientó a los miembros del público a darse un beso si aparecían en la pantalla. A partir del 28 de mayo, Cyrus interpretó su versión del clásico de los Beatles, «Lucy in the Sky with Diamonds», dedicada a Floyd. En la pantalla se muestra un vídeo con temática psicodélica durante toda la interpretación de la canción, en donde además aparece una mujer desnuda. Seguido de eso interpretó «Drive» con un juego lumínico de láseres. Luego hizo la transición a las actuaciones acústicas en el escenario acústico en el otro lado del recinto.
Para esa transición se usó un vídeo de imágenes en blanco y negro de Miley parcialmente vestida haciendo varias poses aludiendo a la esclavitud sexual, mientras el tema «Fitzpleasure» de Alt-J sonó de fondo. Este cortometraje fue titulado Miley Cyrus: Tongue Tied, y Quentin Jones lo dirigió. Finalmente, sale vestida al escenario con una camiseta con su rostro mostrando la lengua, que después fue variando a conjuntos de Cavalli, para interpretar «Rooting For My Baby» y versiones de «Hey Ya!» de Outkast y «Jolene» de Dolly Parton. El espectáculo continuó con el tema «23» con un vestuario que recordaba el utilizado por Christina Aguilera en 2002 y cambiado a un mono negro con grandes líneas rojas brillantes, de Mike Will Made It (en la que Cyrus fue la artista invitada), seguido de «On My Own», donde ella bailó con bailarines disfrazados de animales. «Someone Else» fue la siguiente, donde se montó a un gigante Hot Dog, y voló por el recinto.
Cyrus terminó el espectáculo al interpretar sus éxitos; «We Can't Stop», en el que bailó con sus bailarines disfrazados de encendedores y dedos de espuma, y «Wrecking Ball», ambas presentaciones con un body blanco con pedrería. Para el cierre, regresó al escenario en un traje de colores azul y rojo (representación de la bandera estadounidense), además de llevar una peluca y un sombrero de vaquero, con los cuales interpretó «Party in the U.S.A.». El concierto finalizó con fuegos artificiales.
Cabe destacar que una vez iniciada la etapa latinoamericanos, se cambió gran parte del espectáculo incluyendo el vestuario utilizado y parte de las grabaciones que se vieron en la gran pantalla. También influyó que no se pudieran utilizar elementos como el hot dog o el Floyd gigante porque los estadios en los que se presentó la gira no tenían la infraestructura necesaria para poder realizar el espectáculo completo.

### Canciones

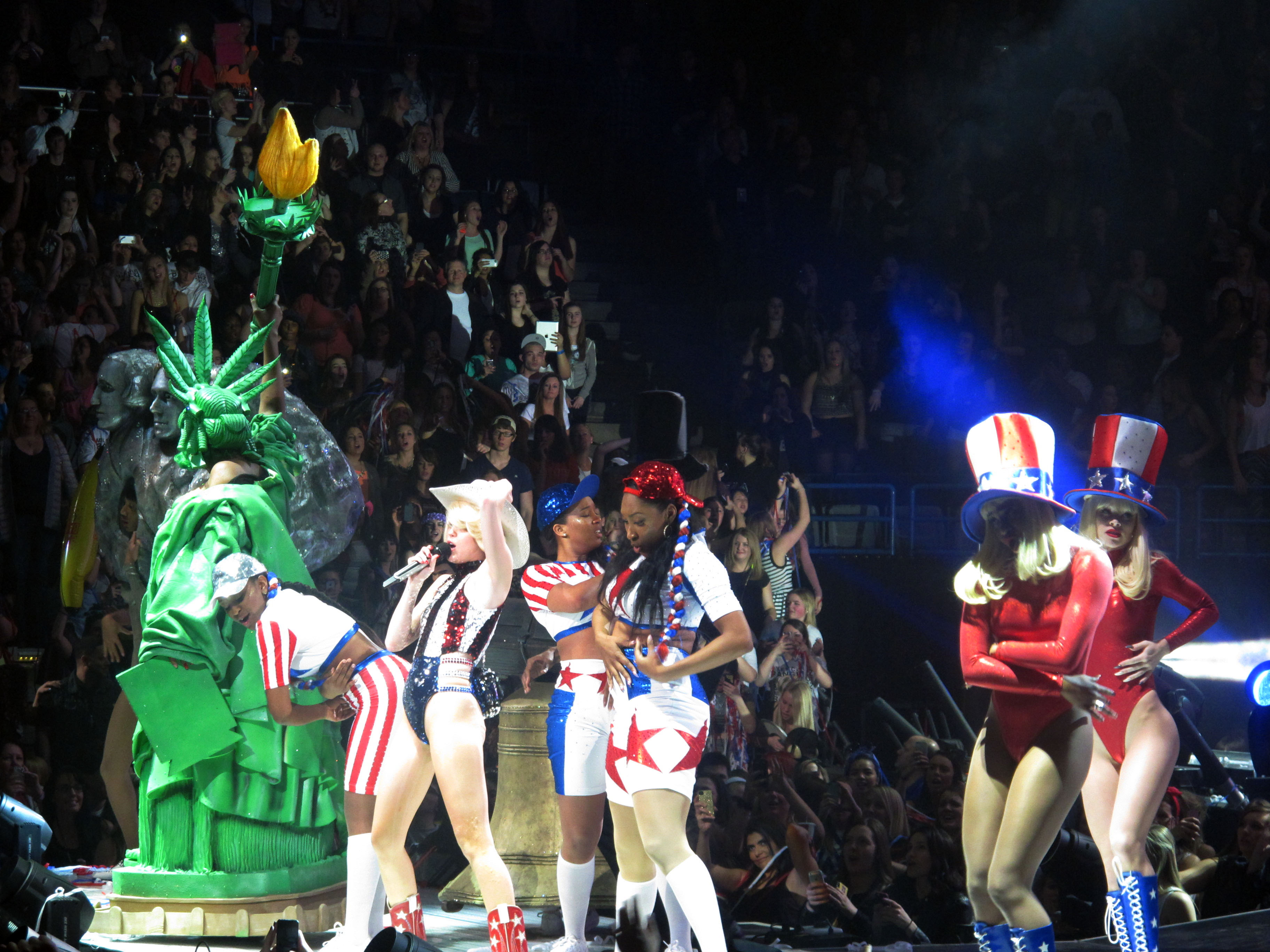
Cyrus interpretando «Party in the U.S.A.» durante la gira.

El repertorio original de la gira estuvo conformado por veinte canciones, de las cuales quince fueron extraídas del álbum Bangerz (2013), incluyendo sus respectivos sencillos: «We Can't Stop», «Wrecking Ball» y «Adore You». También incluyó dos sencillos de Miley Cyrus lanzados entre los años 2009 y 2010: «Party in the U.S.A.» y «Can't Be Tamed», además de versionar «Jolene» y «Hey Ya!», de Dolly Parton y OutKast respectivamente. Durante el espectáculo de Los Ángeles del 22 de febrero de 2014, donde Miley interpretó «Yoshimi Battles the Pink Robots» con la banda alternativa The Flaming Lips, se realizaron en el set acústico las siguientes canciones: «Landslide» (versión de Fleetwood Mac), «You're Gonna Make Me Lonesome When You Go» (versión de Bob Dylan),«Summertime Sadness» (versión de Lana Del Rey) y «The Scientist» (versión de Coldplay). Además, durante la gira se realizaron versiones de otras canciones: «Lucy in the Sky with Diamonds» de The Beatles, «Ruler of My Heart» de Linda Ronstadt, «There Is a Light That Never Goes Out» de The Smiths, «It Ain't Me Babe» de Bob Dylan, «Wild Horses» de The Rolling Stones, «Love Is Like a Butterfly» de Dolly Parton, «Hound Dog» de Elvis Presley, «I'll Take Care Of You» de Etta James y «Babe I'm Gonna Leave You» de Led Zeppelin.
Esta gira es la primera de la cantante en la que descarta sus sencillos iniciales, tales como «See You Again» y «7 Things», al igual que la totalidad de los temas de sus primeros dos álbumes de estudio: Meet Miley Cyrus (2007) y Breakout (2008).

## Recepción de la crítica

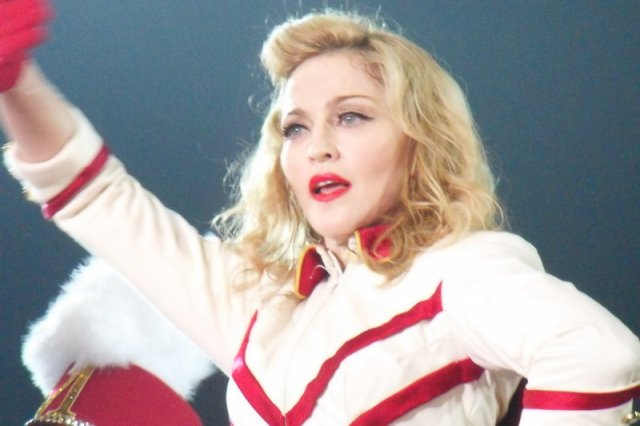
El espectáculo de Cyrus durante la gira fue comparado con los de Madonna.

Después del primer concierto de la gira en la ciudad de Vancouver, se recibieron críticas generalmente favorables de los especialistas musicales. Victoria Pavlova de Contact Music habló favorablemente de la presencia en el escenario de Cyrus y el vestuario, y declaró que la entrada de Cyrus era «suficiente para recomendar el espectáculo allí mismo».
Mike Wass de Idolator describió la actuación como «un paseo ácido extraño y maravilloso», y en tono de broma la llamó la versión musical de Spring Breakers. «Se apropia de todas sus travesuras mediáticas de 2013 (el perreo, los dedos de espuma y los diminutos trajes) e interpreta las canciones de su nuevo LP». Criticó duramente las canciones «My Darlin» y «Maybe You’re Right», a las que llama «canciones de relleno» que no suenan bien y no pueden «valerse por sí mismas», y lamentó que no hubiera elegido un material mejor que presentar. Y, aunque afirma que el espectáculo no es perfecto, es mejor que los de Katy Perry y Rihanna.
Para la revista Rolling Stone, Denise Sheppard señaló que «Tal vez el hecho más impactante de la noche... fue que no hubo nada que te dejara la boca abierta en toda la noche», y sintió que Cyrus logró su objetivo de que la gente vaya al espectáculo y la vea como una cantante seria. También elogió el momento de la noche en que cantó «Fitzpleasure», «Jolene» y «Hey Ya!», al decir que parecía «ser el momento más inspirado orgánicamente y el más divertido.»
Shawn Conner de USA Today, escribió que la apertura del show demostró que «ha llegado el momento de seguir la conversación sobre la ex estrella de Disney más allá del movimiento notorio que arrastró a Robin Thicke en los MTV Video Music Awards del año pasado [2013]». Conner también opinó que «Cyrus tiene el carisma y tal vez la inteligencia para ser la próxima Madonna», y añadió que parecía «ser accesible, dentro y fuera del escenario, de una manera en que Madonna nunca lo hizo».Entertainment Weekly elogió la gran calidad vocal de Cyrus y la calidad del espectáculo, asimismo dio 5 razones del por qué hay que ir a verla actuar.
Francois Marchand, de Vancouver Sun, proporcionó una revisión más negativa al sugerir que Cyrus fue «un bombón barato; un artista pop en un brillante envoltorio para llamar la atención», y al finalizar se pregunta: «¿Evolución del pop? ¿Empoderamiento femenino? ¿Diversión sin sentido? por favor, capitalismo trabajando».
Después del concierto celebrado en Los Ángeles el 22 de febrero, Billboard hizo eco del espectáculo, del que destacó la calidad vocal de Cyrus y su presencia sobre el escenario. También hizo referencia a dos momentos relevantes: el primero, durante la presentación de «Adore You», cuando Cyrus besó a la cantante y amiga de esta, Katy Perry. El otro, cuando en el "escenario acústico" Cyrus cantó con la banda de rock alternativo The Flaming Lips; fue interpretada una versión de su clásico del año 2000 «Yoshimi Battles the Pink Robots». Sam Lansky para la revista estadounidense Time, elogió la actuación de la cantante en Brooklyn, llamándola una de las «artistas más dinámicas de su generación», aunque afirmó que «no necesita tantos trucos baratos». Además, en dicho espectáculo Madonna estuvo entre el público.

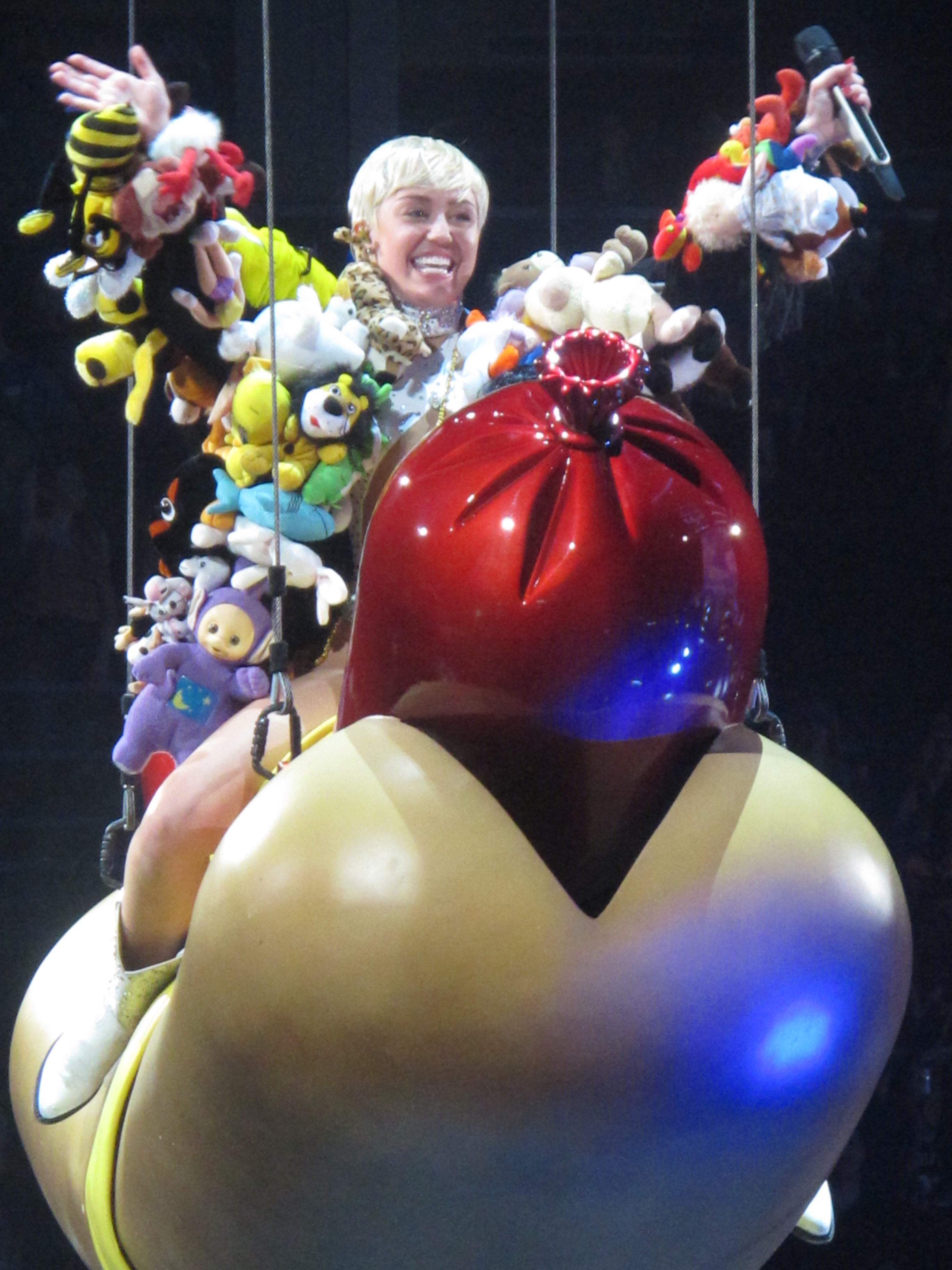
El espectáculo de Cyrus fue muy comentado por sus vestuarios.

Tras su paso por Barcelona el 13 de junio en el Palau Sant Jordi, en un concierto ante más de 17 mil personas, los medios españoles hicieron eco del espectáculo e hicieron múltiples críticas alusivas a las provocaciones y a la polémica, aunque mayoritariamente lo elogiaron, como Telecinco, que dijo: «a pesar de los peluches humanos, abrirse de piernas o sacar su lengua a pasear en varias ocasiones sobre el escenario, el show estuvo a la altura de las princesas del pop. (...) [Miley Cyrus] ha dejado paso a la de diva del pop». Otro medio español en comentar el concierto fue Europa Press, bajo el titular «Miley Cyrus arrasa en Barcelona y se corona como nueva "princesa del pop"». El 30 de julio de 2014, fue anunciado que el paso de la gira por España había sido todo un éxito, gracias a ello, Miley Cyrus apareció en la posición número siete de las diez giras más exitosas del 2014 en España, con aproximadamente 25 000 espectadores en sus dos conciertos ofrecidos, por delante de artistas como Beyoncé y la banda Backstreet Boys. Asimismo, el programa de RTVE, Informe semanal, le dedicó a Cyrus un reportaje de once minutos de duración, donde se analizó la evolución de su carrera, con aspectos como Hannah Montana y su futuro, además de su cuarto álbum Bangerz, su gira y como ha influido en toda una generación de adolescentes. Cabe destacar que en el reportaje colaboraron el presidente de Doctor Music y de Sony Music España.
Luego de pasar por Latinoamérica, hubo varias críticas, la mayoría mixtas, aunque varios medios latinos elogiaron la calidad vocal de Cyrus, que además pudo llenar el escenario a pesar de no poder contar con toda la producción del espectáculo a causa de falta de infraestructura. Un medio que hizo eco del paso de Cyrus por Iberoamérica fue la revista Rolling Stone en su edición argentina, que comentó lo siguiente: «sería injusto afirmar que el show sufrió por este ajuste basado en costos de producción. La columna vertebral sigue siendo Miley y su talento enorme y todavía discutido. Su imponente pero relajada presencia la distingue, además de su singular voz que se escucha sin pistas de apoyo (a diferencia de casi la totalidad de las popstars globales). En su forma de decir convergen sus raíces country y sus nuevos modos raperos. Tiene un prepotente y rasposo registro medio, que escupe con desfachatez en los temas bailables como «Love Money Party» y maneja con maestría al momento de las baladas como el cover del tema de finales de los 50 «I'll Take Care Of You» (Etta James)». En diciembre de 2014, la plataforma de marketing digital para la compra de entradas para eventos deportivos y de entretenimiento en los Estados Unidos, AXS, situó al Bangerz Tour como la séptima mejor gira de ese mismo año, destacando la actuación de Cyrus en una pequeña reseña. Otro medio que también nombró la gira como una de las mejores fue el portal brasileño G1, que situó el tour en tercera posición de su lista en Brasil.

## Controversias
Cuando la gira comenzó, el contenido explícito de varios segmentos del concierto provocó la exaltación de muchos padres que no veían bien los comportamientos de Cyrus sobre el escenario, con argumentos como «tocamientos en las partes pudientes, trajes con estampados de marihuana, juguetes para adultos y simulación de una masturbación encima de un coche». Las diferentes actuaciones polémicas realizadas por Cyrus hicieron que hubiera riesgo de cancelar la gira. A pesar de estas críticas, muchos expertos musicales alabaron el espectáculo, incluso lo compararon con The Girlie Show World Tour y The MDNA Tour de Madonna.
Finalmente Live Nation emitió un comunicado en el que decía: «no hay ninguna verdad en absoluto en los rumores acerca de la cancelación del tour. Miley ha creado un tour que es grande, espectacular, entretenido y todo lo que los admiradores quieren de Miley Cyrus. Afortunadamente nos ha ido muy bien y el cariño de la gente que nos recibe es muy bueno». Ante la controversia y polémica desarrollada, Cyrus colgó un mensaje en la red social de Twitter donde decía: «No pueden decir que no les avisé. Ahora siéntense de nuevo, relájense y disfruten de mi show #BangerzTour».
La emisión del especial televisado del espectáculo el 6 de julio, Miley Cyrus: Bangerz Tour, de NBC, generó múltiples críticas por parte los televidentes, hasta el punto que algunos decidieron trasladar sus quejas a la Comisión Federal de Comunicaciones (FCC), organismo encargado de regular las emisiones de los medios de comunicación en Estados Unidos, que se encuentra investigando del caso, para comprobar si el contenido viola las reglas de radiodifusión. El especial musical fue catalogado, por algunos, como difusor de «la pornografía y la homosexualidad». NBC podría resultar sancionada con una multa.

La cantante generó controversia al ser golpeada en el trasero con la bandera mexicana durante su concierto en la ciudad de Monterrey.

En agosto se produjo otra polémica por la cancelación del concierto de Cyrus en la capital dominicana, Santo Domingo, en el Estadio Quisqueya por las autoridades del país, porque consideraron que el espectáculo ofrecido, no respetaba los valores morales de la república. La Comisión de Espectáculos Públicos de República Dominicana, un organismo descentralizado del ministerio de Cultura, anunció la prohibición y su argumentación fue que Cyrus acostumbra «a realizar actos reñidos con la moral y las costumbres, penadas por las leyes dominicanas». El presidente de la Comisión, J.M. Hidalgo, explicó que el uso de «vestuarios inadecuados», así como frases de doble sentido, sexo lésbico y la incitación al sexo «atentan contra la integridad personal y son violatorios de los derechos del niño». Varios medios se hicieron eco de la noticia, de la cual Terry Richardson, el director de «Wrecking Ball», declaró lo siguiente respecto a la cancelación del concierto en República Dominicana: «si hay algún consuelo para Cyrus, es que ahora se une a la larga lista de ilustres músicos excluidos de poder actuar en determinados países, entre ellos Lady Gaga (Malasia), Oasis (China), Amy Winehouse (EE.UU.), 50 Cent (Canadá), Snoop Dogg (Reino Unido y Australia), y Chris Brown (Reino Unido)».
La polémica continuó después con la presentación de Cyrus en la ciudad de Monterrey (México), debido a que durante su concierto «faltara el respeto a los símbolos patrios», desde el punto de vista de los mexicanos, al ser golpeada en el trasero con la bandera de dicho país. El diputado Francisco Treviño Cabello pidió a la Secretaría de Gobernación el arresto de la cantante por treinta y seis horas o una multa de dieciséis mil pesos, además solicitó vigilar los posteriores conciertos que realice la cantante en otras entidades de la República, como parte de su gira por México, el diputado comentó: «es una burla, le estaban golpeando ahí con la bandera o limpiando el trasero, es una falta de respeto y ella viene como extranjera y vienes y faltas al respeto, es un atentado contra el patriotismo y contra la nación que no debe quedar impune y no nos debemos hacer de la vista gorda. Nosotros le exigimos al secretario de Gobernación a que actúe y aplique la ley».
El sitio web Animal Político comparó el suceso con otras polémicas que han ocurrido en México. En noviembre de 1993 la cantante estadounidense conocida como La Reina del Pop Madonna, desató una polémica entre los diputados de dicho país por el contenido explícito en el concierto de The Girlie Show Tour, los inconformes exigieron que se cancelara a la artista el permiso para actuar, sin embargo la cantante ofreció sus conciertos sin problemas, asimismo el cantante Marilyn Manson causó controversia en noviembre de 2003, debido a que organizaciones católicas y de padres de familia lo llamaron “El Anticristo” por las excentricidades y alusiones al satanismo de sus presentaciones.

## Emisiones y grabaciones

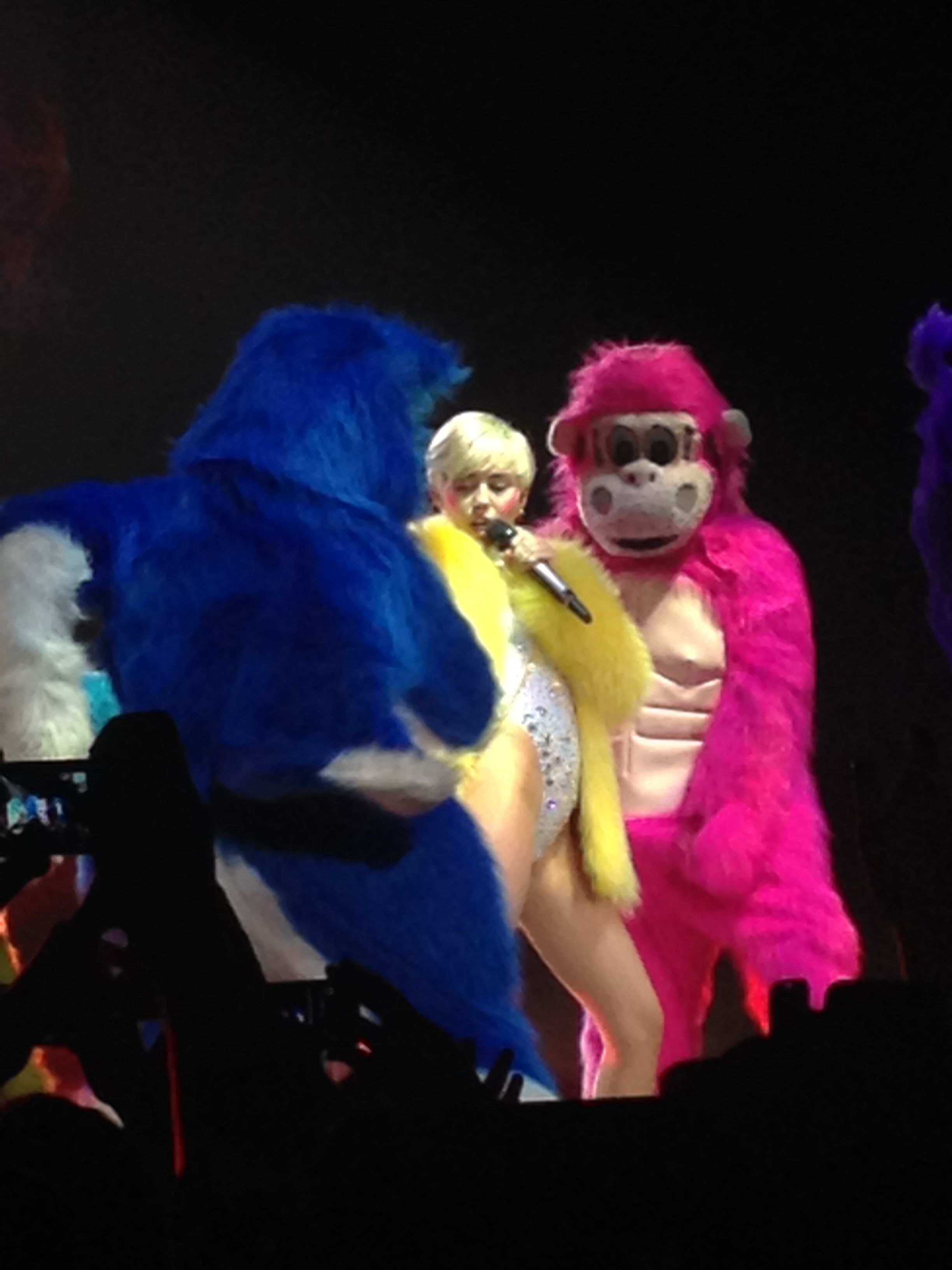
Cyrus interpretando «On My Own» en Ámsterdam.

### Especial televisivo para NBC
Durante el concierto en el Palau Sant Jordi de Barcelona, Cyrus anunció que el espectáculo era filmado para un especial televisado en el canal NBC de Estados Unidos. También se realizaron tomas durante el recital en el MEO Arena de Lisboa.  El especial de la NBC, de dos horas de duración, fue emitido el domingo 2 de julio, bajo el título Miley Cyrus: Bangerz Tour, en el cual se muestran tanto escenas del espectáculo como el detrás de escena. Paul Telegdy, Presidente de NBC Entertainment, dijo al respecto: «Hay pocos artistas de la grabación con el éxito mundial logrado por Miley Cyrus. Este especial único ofrecerá una mirada exclusiva sobre cómo ella se relaciona con su equipo y los aficionados en uno de sus muy populares conciertos.»
El especial televisivo obtuvo bajos niveles de audiencia en Estados Unidos, con 2 millones de espectadores para NBC en la noche del domingo. Esto se debió, según los expertos, a que la fecha elegida no era la ideal ya que por ser un fin de semana festivo, los estadounidenses no estarían viendo la televisión. A pesar del rating inferior a lo esperado, el documental tuvo un gran impacto en las redes sociales, fue trending topic a nivel mundial en varios momentos de la noche en Twitter. Poco tiempo después de su emisión, se generó una gran polémica en torno al especial, provocó que NBC recibiese quejas por el contenido explícito emitido, considerado por algunos «obsceno, pornográfico y homosexual». Actualmente la Comisión Federal de Comunicaciones de Estados Unidos está investigando el caso, donde la cadena norteamericana podría ser multada.

### Especial televisivo para Brasil
Con motivo de la llegada de Cyrus a Brasil con su gira de 2014, el canal Multishow  realizó un especial-documental sobre el paso de Cyrus con sus conciertos ofrecidos en las ciudades de São Paulo y Río de Janeiro, bajo el título Miley Cyrus: Twerk It. Durante la emisión del especial, además de hablar sobre los conciertos ofrecidos durante el paso de Cyrus por tierras brasileñas, se expuso la evolución de Cyrus desde sus comienzos como «estrella e ídolo infantil y adolescente», hasta convertirse en un «icono del pop» de la época actual, esto dio lugar a que se hiciese mención a sus polémicas del último año y el lanzamiento de su cuarto álbum de estudio Bangerz (2013).

### DVD
El 10 de febrero de 2015 Cyrus anuncio mediante su cuenta de Instagram que finalmente, después de las grabaciones realizadas a lo largo del 2014, la gira será lanzada oficialmente en formato DVD y Blue-ray, bajo el nombre de Miley Cyrus: Bangerz Tour, el 24 de marzo de 2015 en Estados Unidos y el Reino Unido, a espera de un lanzamiento mundial durante los días posteriores. El DVD contiene imágenes de los conciertos que se realizaron en Barcelona y Lisboa. Esta grabación es un derivado del especial televisivo emitido en Estados Unidos en la cadena NBC, por lo tanto, algunas presentaciones como la de «23» no se encuentra en dicho formato, aunque si hay contenido extra donde se muestra a Cyrus entre bambalinas y en escenas más cercanas alejada del mundo del espectáculo, donde nos explica cuestiones personales y su visión del mundo. Este DVD fue un éxito en ventas, llegando al Top 10 en diferentes países, como en Brasil donde alcanzó el número uno y fue disco de oro por haber vendido veinticinco mil copias.

## Repertorio
- Acto 1:

1. «SMS (Bangerz)»
2. «4x4»

- Acto 2:

1. «Love Money Party»
2. «My Darlin'»
3. «Maybe You're Right»

- Acto 3:

1. «FU»
2. «Do My Thang»
3. «#GETITRIGHT»

- Acto 4:

1. «Can't Be Tamed»

- Acto 5:

1. «Metal» (Interludio)
2. «Adore You»
3. «Lucy in the Sky with Diamonds» (versionando a los Beatles, a partir del 28 de mayo de 2014)
4. «Drive»

- Acto 6 — Acoustic Set (variable):

1. «Tongue Tied» (Interludio)(contiene elementos de «Fitzpleasure»)
2. «Rooting For My Baby»
3. «Summertime Sadness» (versionando a Lana del Rey, a partir del 1 de marzo de 2014)
4. «Hey Ya!» (versionando a OutKast)
5. «Jolene» (versionando a Dolly Parton)
6. «Lilac Wine» (cover de Elkie Brooks, en Australia)

- Acto 7:

1. «Pretty Girls (Fun)» (Interludio)
2. «23» (no interpretada entre el 1 y 12 de agosto)

- Acto 8:

1. «On My Own»
2. «Someone Else»

- Acto 9:

1. «We Can't Stop»
2. «Wrecking Ball»

Encore
1. «Party in the U.S.A.»(contiene elementos de «99 Problems»)

| Latinoamérica y Nueva Zelanda |
| --- |
| - Acto 1: 1. «SMS (Bangerz)» 2. «4x4» - Acto 2: 1. «Love Money Party» 2. «Maybe You're Right» 3. «FU» 4. «My Darlin'» - Acto 3: 1. Interludio: «Metal» 2. «Do My Thang» 3. «#GETITRIGHT» 4. «Can't Be Tamed» 5. «Adore You» 6. «Drive» 7. «Lucy in the Sky with Diamonds» (versionando a los Beatles) 8. «I´ll Take Care Of You» (versión de Etta James) 9. «Baby i'm gonna leave you» (versión de Led Zeppelin) 10. «Could You Be Loved» (versión de Bob Marley) 11. «Hound Dog» (versionando a Elvis Presley, sólo en Ciudad de México) 12. «Jolene» (versionando a Dolly Parton, sólo en Brasil) - Acto 4: 1. Interludio: «Pretty Girls (Fun)» 2. «23» - Acto 5: 1. Interludio: «Tongue Tied»(contiene elementos de «Fitzpleasure») 2. «On My Own» 3. «Someone Else» 4. «We Can't Stop» 5. «Wrecking Ball» Encore 1. «Party in the U.S.A.»(contiene elementos de «99 Problems») |

Referencia:

## Fechas
| América del Norte        |                   |                |                                   |
| 14 de febrero de 2014    | Vancouver         | Canadá         | Rogers Arena                      |
| 16 de febrero de 2014    | Tacoma            | Estados Unidos | Tacoma Dome                       |
| 20 de febrero de 2014    | Anaheim           | Estados Unidos | Honda Center                      |
| 22 de febrero de 2014    | Los Ángeles       | Estados Unidos | Staples Center                    |
| 24 de febrero de 2014    | Oakland           | Estados Unidos | Oracle Arena                      |
| 25 de febrero de 2014    | San José          | Estados Unidos | SAP Center                        |
| 27 de febrero de 2014    | Phoenix           | Estados Unidos | US Airways Center                 |
| 1 de marzo de 2014       | Las Vegas         | Estados Unidos | MGM Grand Garden Arena            |
| 4 de marzo de 2014       | Denver            | Estados Unidos | Pepsi Center                      |
| 6 de marzo de 2014       | Omaha             | Estados Unidos | CenturyLink Center Omaha          |
| 7 de marzo de 2014       | Rosemont          | Estados Unidos | Allstate Arena                    |
| 9 de marzo de 2014       | Milwaukee         | Estados Unidos | BMO Harris Bradley Center         |
| 10 de marzo de 2014      | Saint Paul        | Estados Unidos | Xcel Energy Center                |
| 12 de marzo de 2014      | Dallas            | Estados Unidos | American Airlines Center          |
| 13 de marzo de 2014      | Tulsa             | Estados Unidos | BOK Center                        |
| 15 de marzo de 2014      | San Antonio       | Estados Unidos | AT&T Center                       |
| 16 de marzo de 2014      | Houston           | Estados Unidos | Toyota Center                     |
| 18 de marzo de 2014      | Nueva Orleans     | Estados Unidos | New Orleans Arena                 |
| 20 de marzo de 2014      | Tampa             | Estados Unidos | Tampa Bay Times Forum             |
| 22 de marzo de 2014      | Miami             | Estados Unidos | American Airlines Arena           |
| 24 de marzo de 2014      | Orlando           | Estados Unidos | Amway Center                      |
| 25 de marzo de 2014      | Atlanta           | Estados Unidos | Philips Arena                     |
| 29 de marzo de 2014      | Montreal          | Canadá         | Centro Bell                       |
| 31 de marzo de 2014      | Toronto           | Canadá         | Air Canada Centre                 |
| 2 de abril de 2014       | Boston            | Estados Unidos | TD Garden                         |
| 3 de abril de 2014       | East Rutherford   | Estados Unidos | Izod Center                       |
| 5 de abril de 2014       | Nueva York        | Estados Unidos | Barclays Center                   |
| 8 de abril de 2014       | Raleigh           | Estados Unidos | PNC Arena                         |
| 10 de abril de, 2014     | Washington, D.C   | Estados Unidos | Verizon Center                    |
| 12 de abril de 2014      | Detroit           | Estados Unidos | The Palace of Auburn Hills        |
| 13 de abril de 2014      | Columbus          | Estados Unidos | Schottenstein Center              |
| Europa                   |                   |                |                                   |
| 6 de mayo de 2014        | Londres           | Reino Unido    | The O2 Arena                      |
| 9 de mayo de 2014        | Londres           | Reino Unido    | G-A-Y                             |
| 10 de mayo de 2014       | Leeds             | Reino Unido    | First Direct Arena                |
| 12 de mayo de 2014       | Glasgow           | Reino Unido    | The Hydro                         |
| 14 de mayo de 2014       | Mánchester        | Reino Unido    | Phones4u Arena                    |
| 16 de mayo de 2014       | Birmingham        | Reino Unido    | NIA Birmingham                    |
| 19 de mayo de 2014       | Belfast           | Reino Unido    | Odyssey Arena                     |
| 20 de mayo de 2014       | Dublín            | Irlanda        | The O2                            |
| 23 de mayo de 2014       | Montpellier       | Francia        | Sud de France Arena               |
| 24 de mayo de 2014       | Lyon              | Francia        | Halle Tony-Garnier                |
| 26 de mayo de 2014       | Colonia           | Alemania       | Lanxess Arena                     |
| 28 de mayo de 2014       | Oslo              | Noruega        | Telenor Arena                     |
| 30 de mayo de 2014       | Estocolmo         | Suecia         | Ericsson Globe                    |
| 1 de junio de 2014       | Helsinki          | Finlandia      | Hartwall Arena                    |
| 4 de junio de 2014       | Copenhague        | Dinamarca      | Forum Copenhagen                  |
| 6 de junio de 2014       | Frankfurt         | Alemania       | Festhalle                         |
| 7 de junio de 2014       | Zúrich            | Suiza          | Hallenstadion                     |
| 8 de junio de 2014       | Milán             | Italia         | Mediolanum Forum                  |
| 10 de junio de 2014      | Viena             | Austria        | Wiener Stadthalle                 |
| 13 de junio de 2014      | Barcelona         | España         | Palau Sant Jordi                  |
| 15 de junio de 2014      | Lisboa            | Portugal       | MEO Arena                         |
| 17 de junio de 2014      | Madrid            | España         | Wizink Center                     |
| 20 de junio de 2014      | Amberes           | Bélgica        | Sportpaleis                       |
| 21 de junio de 2014      | Londres           | Reino Unido    | Estadio de Wembley                |
| 22 de junio de 2014      | Ámsterdam         | Países Bajos   | Ziggo Dome                        |
| América del Norte        |                   |                |                                   |
| 1 de agosto de 2014      | Uniondale         | Estados Unidos | Nassau Veterans Memorial Coliseum |
| 2 de agosto de 2014      | Filadelfia        | Estados Unidos | Wells Fargo Center                |
| 4 de agosto de 2014      | Pittsburgh        | Estados Unidos | Consol Energy Center              |
| 6 de agosto de 2014      | Charlotte         | Estados Unidos | Time Warner Cable Arena           |
| 7 de agosto de 2014      | Nashville         | Estados Unidos | Bridgestone Arena                 |
| 9 de agosto de 2014      | Louisville        | Estados Unidos | KFC Yum! Center                   |
| 10 de agosto de 2014     | Saint Louis       | Estados Unidos | Scottrade Center                  |
| 12 de agosto de 2014     | Kansas City       | Estados Unidos | Sprint Center                     |
| 14 de agosto de 2014     | Chicago           | Estados Unidos | United Center                     |
| América Latina           |                   |                |                                   |
| 11 de septiembre de 2014 | San Juan          | Puerto Rico    | Coliseo de Puerto Rico            |
| 16 de septiembre de 2014 | Monterrey         | México         | Arena Monterrey                   |
| 17 de septiembre de 2014 | Monterrey         | México         | Arena Monterrey                   |
| 19 de septiembre de 2014 | Ciudad de México  | México         | Arena Ciudad de México            |
| 21 de septiembre de 2014 | Guadalajara       | México         | Auditorio Telmex                  |
| 26 de septiembre de 2014 | São Paulo         | Brasil         | Anhembi Arena                     |
| 28 de septiembre de 2014 | Río de Janeiro    | Brasil         | Praça da Apoteose                 |
| 1 de octubre de 2014     | Santiago de Chile | Chile          | Movistar Arena                    |
| 3 de octubre de 2014     | Buenos Aires      | Argentina      | Estadio GEBA                      |
| Oceanía                  |                   |                |                                   |
| 8 de octubre de 2014     | Auckland          | Nueva Zelanda  | Vector Arena                      |
| 10 de octubre de 2014    | Melbourne         | Australia      | Rod Laver Arena                   |
| 15 de octubre de 2014    | Brisbane          | Australia      | Brisbane Enternaiment Centre      |
| 17 de octubre de 2014    | Sídney            | Australia      | Allphones Arena                   |
| 20 de octubre de 2014    | Adelaida          | Australia      | Adelaide Enternaiment Centre      |
| 23 de octubre de 2014    | Perth             | Australia      | Perth Arena                       |

### Recaudaciones
| Lugar                         | Ciudad         | Entradas vendidas | Recaudación |
| ----------------------------- | -------------- | ----------------- | ----------- |
| Staples Center                | Los Ángeles    | 15 440 / 15 440   | $1 180 766  |
| American Airlines Center      | Dallas         | 14 136 / 14 136   | $911 689    |
| Amway Center                  | Orlando        | 10 821 / 12 434   | $699 649    |
| Bell Centre                   | Montreal       | 15 100 / 15 100   | $1 115 660  |
| Air Canada Centre             | Toronto        | 16 623 / 16 623   | $1 202 660  |
| The Palace Of Auburn Hills    | Detroit        | 15 637 / 15 637   | $1 011 923  |
| O2 Arena                      | Londres        | 12 806 / 16 088   | $1 221 720  |
| Phones 4u Arena               | Manchester     | 8 658 / 10 371    | $795 424    |
| Odyssey Arena                 | Belfast        | 5 703 / 7 000     | $543 706    |
| The O2                        | Dublín         | 7 362 / 8 477     | $686 532    |
| Hallenstadion                 | Zúrich         | 12 628 / 13 000   | $1 230 150  |
| Sportpaleis                   | Antwerp        | 16 740 / 18 936   | $1 187 240  |
| Ziggo Dome                    | Ámsterdam      | 12 617 / 14 088   | $856 860    |
| Time Warner Cable Arena       | Charlotte      | 14 115 / 14 144   | $947 299    |
| Coliseo de Puerto Rico        | San Juan       | 4 411 / 6 400     | $458 793    |
| Arena Anhembi                 | São Paulo      | 13 229 / 32 528   | $1 516 560  |
| Praça da Apoteose             | Río de Janeiro | 10 712 / 31 543   | $1 043 660  |
| Vector Arena                  | Auckland       | 11 833 / 11 833   | $1 226 230  |
| Rod Laver Arena               | Melbourne      | 12 472 / 12 472   | $1 356 320  |
| Brisbane Entertainment Centre | Brisbane       | 11 059 / 11 758   | $1 082 370  |
| Allphones Arena               | Sídney         | 15 308 / 15 635   | $1 510 970  |
| Adelaide Entertainment Centre | Adelaida       | 7 264 / 8 311     | $603 030    |
| Perth Arena                   | Perth          | 12 554 / 12 822   | $1 021 350  |
| TOTAL                         | TOTAL          | 301 169 / 398 847 | $25 970 681 |

## Conciertos cancelados o reprogramados
| Fecha                    | Ciudad, País                        | Lugar                                       | Motivo |
| ------------------------ | ----------------------------------- | ------------------------------------------- | --- |
| 7 de abril de 2014       | Charlotte, Estados Unidos           | Time Warner Cable Arena                     | Cancelado inicialmente, porque Cyrus se enfermó de gripe y estaba indispuesta vocalmente. Fue reprogramado para el 6 de agosto.                                  |
| 15 de abril de 2014      | Kansas City, Estados Unidos         | Sprint Center                               | Cancelado inicialmente, porque Cyrus tuvo una reacción alérgica a unos antibióticos y tuvo que ser hospitalizada. Fue reprogramado para el 12 de agosto de 2014. |
| 16 de abril de 2014      | St. Louis, Estados Unidos           | Scottrade Center                            | Reprogramado para el 10 de agosto de 2014 por hospitalización de Cyrus.                                                                                          |
| 18 de abril de 2014      | Nashville, Estados Unidos           | Bridgestone Arena                           | Reprogramado al 7 de agosto de 2014 por hospitalización de Cyrus.                                                                                                |
| 19 de abril de 2014      | Louisville, Estados Unidos          | KFC Yum! Center                             | Reprogramado al 9 de agosto de 2014 por hospitalización de Cyrus.                                                                                                |
| 21 de abril de 2014      | Filadelfia, Estados Unidos          | Wells Fargo Center                          | Reprogramado al 2 de agosto de 2014 por hospitalización de Cyrus.                                                                                                |
| 24 de abril de 2014      | Uniondale, Estados Unidos           | Nassau Veterans Memorial Coliseum           | Reprogramado al 1 de agosto de 2014 por hospitalización de Cyrus.                                                                                                |
| 25 de abril de 2014      | Ledyard, Estados Unidos             | The Grand Theater at Foxwoods Resort Casino | Cancelado por hospitalización de Cyrus. |
| 2 de mayo de 2014        | Ámsterdam, Países Bajos             | Ziggo Dome                                  | Reprogramado para el 22 de junio por recaída de Cyrus por su reacción alérgica.                                                                                  |
| 4 de mayo de 2014        | Amberes, Bélgica                    | Sportpaleis                                 | Reprogramado para el 20 de junio por recaída de Cyrus por su reacción alérgica.                                                                                  |
| 18 de septiembre de 2014 | Ciudad de México, México            | Arena Ciudad de México                      | Reprogramado para el 19 de septiembre debido a cuestiones de logística.                                                                                          |
| 13 de septiembre de 2014 | Santo Domingo, República Dominicana | Estadio Quisqueya                           | Cancelado por el gobierno de la república, por considerar el espectáculo contrario a los valores morales del país.                                               |
| 18 de octubre de 2014    | Sídney, Australia                   | iHeartRadio Australia Music Festival        | Cancelado por problemas de la organización del festival. |
| 24 de septiembre de 2014 | Brasilia, Brasil                    | Ginásio Nilson Nelson                       | Cancelado por problemas de logística. |

## Premios y nominaciones
| Año  | Premios                         | Categoría                                | Resultado | Ref.    |
| ---- | ------------------------------- | ---------------------------------------- | --------- | ------- |
| 2014 | Billboard Mid-Year Music Awards | Mejor gira                               | Nominada  | [ 142 ] |
| 2014 | Billboard Touring Awards        | Eventful Fans' Choice Award - Mejor gira | Nominada  | [ 143 ] |
| 2014 | Premios Capricho                | Mejor espectáculo en Brasil              | Nominada  | [ 144 ] |

## Posiciones
| Estados Unidos | Pollstar's Top 20 Worldwide Tour            | 16 | [ 6 ] |
| Estados Unidos | Pollstar's Mid-Year Top 100 Worldwide Tours | 14 | [ 4 ] |